# Hedåkers säteri
Hedåkers säteri är en herrgård i Hyringa socken, Grästorps kommun i Västergötland.
Hedåkers säteri är ett av Västergötlands äldre säterier, nämnt redan 1386, då väpnaren Arnold Hatt den yngre pantsatte detsamma. Huvudbyggnaden lär vara uppförd vid 1600-talets mitt, men dess nuvarande utseende är från senare delen av 1700-talet och tidigt 1800-tal. Huset är såväl interiört som exteriört väl bevarat. Till huvudbyggnaden hörde ursprungligen fyra stycken flygelbyggnader och en kringbyggd ladugårdsanläggning.
Huvudbyggnaden är byggnadsminne sedan 24 juni 1976.

## Beskrivning

### Beskrivning enligt Nordiska museets studier 1932
Den gamla sätesgården Hedåker är belägen en halvmil sydost om Grästorp. Från landsvägen mellan denna ort och Fridhems kyrka leder en lång allé upp till gården.
Den grusade gårdsplanen har rektangulär utsträckning i öster och väster. Vid dess västra sida ligger manbyggningen, i norr den enda återstående flygeln, i det sydöstra hörnet är infarten, den södra sidan gränsar med en låg terrass mot trädgården. Under 1700-talets senare del fanns – såsom framgår av en karta från år 1783 – dubbla par av flyglar utmed gårdsplanens långsidor. Öster om uppfartsallén ligger ett flertal ekonomibyggnader. Det stora kuperade och bergiga partiet norr om mangården har karaktären av fri park.
Manbyggnaden är uppförd i en våning av liggande knutat timmer (delvis ek) med stående brädpanel och profilerade lockribbor. Fasaderna är målade i gulgrått med vita detaljer. Flygeln är envånig, byggd av timmer och panelad samt försedd med tegeltäckt sadeltak. Den uppfördes i samma storlek och på samma plats som en år 1870 nedbrunnen byggnad. På dess östra gavelröste sitter en i plåt uthuggen vindflöjel, enligt uppgift förfärdigad av smeden Dahlgren omkring 1850.
Omkring en stor fyrsidig plan är ladugårdslängorna, stallet o.s.v. uppförda i skiftesverk, fyra rödfärgade, sammanbyggda längor alla täckta med spåntak utom stallet, som har halmtak. Dessa byggnader uppfördes 1866. Ett panelat, rödfärgat stathus har årtalet 1853 på vindflöjeln. Det rödfärgade magasinet i två våningar av liggande timmer är ungefär samtidigt med stathuset.

### Situationen 2007
Beskrivningen från 1930-talet och den tillhörande situationsplanen stämmer med dagsläget med följande undantag. Huvudbyggnadens utbyggnader på baksidan har tagits bort, spår av dessa syns i grundens mur. En vedbod (nr 9) NV om huvudbyggnaden har rivits, detsamma gäller en större redskapsbod och vedbod (nr 12) norr om vagnboden. 
Det omnämnda stathuset är förmodligen nr 3, idag en till synes helt ny byggnad, som fungerar som gårdskontor. Hus nr 13 öster om statarbostaden är ett uthus, som fungerat som hönshus. Ytterligare ett bostadshus står ett stycke söder om gårdskontoret, öster om magasinet, på en tomt som mot norr och öster inramas av en stengärdesgård och trädalléer. Även detta har en moderniserad exteriör och omnämns inte i beskrivningen från 1932, men har fungerat som arrendatorsbostad och troligen uppförd kort tid efter 1932, eventuellt tidigare, men har då inte dokumenterats. Söder om huset fanns tidigare även en vedbod. Sydväst om magasinet har ytterligare ett hönshus stått.
Nr 15 – verkstad – kan vara den gamla stallbyggnaden, som byggts om eller ersatts med en ny verkstadsbyggnad, knappast senare än mitten av 1900-talet, i så fall med tanke på eternittaket. Ladugårdens västra länga är riven liksom den södra, som ersatts med en lagerbyggnad på samma plats och i samma format. Dessa delar inrymde troligen fähusdelen, den östra längan fungerade troligen som bland annat foderlada. Denna är bevarad och används som spannmålstork. 
Byggnadsminnets skyddsområde omfattar mangården med trädgård och markområdet NV om denna, därtill området söder om mangården där magasinet står och på östra sidan om uppfartsvägen tomten där arrendatorsbostaden står. Ladugårdsbacken med dess byggnader ligger utanför området. Byggnader som omfattas av särskilda skyddsbestämmelser är huvudbyggnaden och flygeln.

## Historik
Hedåker är ett av länets äldre säterier, nämnt redan 1386, då gården pantsattes av väpnaren Anund Hatt d.y.. Men utom traditionen rörande huvudbyggnadens ålder är det först långt fram på 1700-talet som bebyggelsen blir närmare känd, första gången genom en karta av lantmätaren Laurentius Roth år 1783. Mangården har då samma plats som nu, och huvudbyggnaden är tydligen densamma. Till mangården höra fyra flyglar, alla numera borta. Gårdsplanen är inhägnad och de båda yttre flyglarna är med ett staket avstängda från den inre gårdsplanen. Helt säkert betyder detta att de utgöra stall och vagnbod. Såväl denna anordning som de övriga byggnadernas placering tyder på att denna anläggning är uppförd efter mitten av 1700-talet. Den gamla huvudbyggnaden kan ju ändå stå kvar från äldre tid. Helt säkert har emellertid även den åtminstone vad inredningen beträffar samtidigt undergått åtskilliga förändringar.
På 1700-talskartan ligger ladugården söder om mangården mitt över platsen för den nuvarande uppfarten. Uppfarten som för övrigt har samma sträckning på 1700-talskartan som nu gör där en krok runt ladugården och kommer liksom i våra dagar upp till mangården från sidan. Redan 1783 har trädgården samma plats och utsträckning, söder om mangården, som nu, under det att de litet ålderdomligare klingande namnen kryddegårdar och kålgård markera dåtidens köksträdgårdar. Numera ha dessa igenlagts och deras gamla funktioner har upptagits av andra anläggningar i parken.

## Ägarlängd
Från slutet av 1700-talet till mitten av 1800-talet drevs egendomen i sambruk med Anestorp och Malma säteri. Bland ägare kan nämnas riddaren Jon Bengtsson Stengafvel (1420), Anders Eriksson Röd (1500-talets början), dennes son riksrådet Kristoffer Andersson (död 1548), dennes änka Britta Roos af Ervalla (död 1580). Vidare Anders Gudmundsson Röd (1500-talets slut), dennes måg ståthållaren Peder Göransson Ulfsparre (död 1648-02-04), dennes son Johan Pedersson Ulfsparre, dennes son översten Göran Johansson Ulfsparre (död 1700), dennes syster och änkan efter kaptenlöjtnanten friherre Erik Stake, Ebba Johansdotter Ulfsparre. 
Därefter tillträdde hennes måg hovstallmästaren Gustav Hård af Segerstad (död 1714), dennes son kapten Lennart Hård af Segerstad (död 1768), dennes son löjtnanten Johan Gustav Hård af Segerstad. 
År 1769 inköpte kaptenen Svante Wahlfeldt godset, vilket sedan ärvdes av Beata Eleonora af Segerstad (död 1817), som första gången varit gift med kaptenen Åke Belfrage och andra gången med kaptenen Jakob Reenstierna. 
Godset innehades därefter av följande personer: kaptenen Jakob Reenstiernas son, generalmajoren Johan Leonard Belfrage (död 1820), dennes änka Hedvig Charlotta von Köhler (död 1829), deras son kammarherre Axel Åke Belfrage, överdirektören Johan Erik Hörstadius (1846), Carl Robert Ahlbom (död 1855), dennes arvingar, Adolf Ferdinand Dahlgren (1858), kyrkoherde Nils Emanuel Konstantin Dahlgren (1865), kronofogden Axel Johan Bergmark (1867), dennes son majoren Axel Magnus Bergmark (1882), död 1914, dennes arvingar, Sveriges Egnahems AB, som styckade godset. År 1918 inköptes egendomen av godsägare Thore Frödén, som drev den i sambruk med Anestorp till sin död 1940, då hans arvingar tillträdde.